# Lægens Hustru
Lægens Hustru er en dansk stum melodramafilm fra 1911 produceret af Nordisk Films Kompagni og instrueret af William Augustinus efter manuskript af Mary Hennings (også benævnt Maj Hennings af danskefilm.dk).
Filmen blev i tysktalende lande distribueret som Die Frau des Arztes og i fransktalende lande som La Femme du médicin.

## Handling
En læge har et godt liv med hustru og en datter. Hustruen er musikinteresseret og tager sangundervisning. Hun indleder en affære med sanglæreren, med bliver afsløret, og lægen forlanger skilsmisse. Hustruen bliver en feteret operasangerinde, men forholdet til sanglæreren kølnes, da hun opdager, at han er utro med andre kvinder. Den unge datter er dog plaget af savnet af moderen, og moderen savner tilsvarende datteren. Hustruen er en dag fulgt efter datteren for at se hende, og de to genses i en scene. Dagen efter er datteren ude af sig selv af febervildelse og skriger efter "Moder". Lægen indser, at han må bringe hustruen til datteren, og da hun ved datterens sygeseng gør datteren rask, finder lægen og hans hustru sammen igen, og de buttede barnearme fører de to sammen med uløselige bånd.

## Medvirkende
- Gerhard Jessen, Lægen
- Emilie Sannom, Lægens hustru
- Lauritz Olsen, Sanger
- Elna From, Barnepige
- Frederik Jacobsen